# Cantheschenia longipinnis
Cantheschenia longipinnis е вид лъчеперка от семейство Monacanthidae. Видът не е застрашен от изчезване.

## Разпространение и местообитание
Разпространен е в Австралия (Западна Австралия, Лорд Хау, Нов Южен Уелс и Южна Австралия) и Остров Норфолк.
Обитава крайбрежията на морета и заливи в райони с умерен климат.

## Описание
На дължина достигат до 14,5 cm.